# 8209 Toscanelli
8209 Toscanelli este un asteroid din centura principală, descoperit pe 28 februarie 1995, de Piero Sicoli și Pierangelo Ghezzi.